# والتر إس. ديفيس
والتر إس. ديفيس (بالإنجليزية: Walter S. Davis)‏ هو مدير فني أمريكي، ولد في 9 أغسطس 1905 في كانتون في الولايات المتحدة، وتوفي في 1 أكتوبر 1979 في ناشفيل في الولايات المتحدة.